# Johann Gottlieb Fichte
Johann Gottlieb Fichte (n. 19 mai 1762 – d. 27 ianuarie 1814) a fost filosof german, cunoscut ca părinte al idealismului german și ca urmaș al lui Kant.
S-a născut în 1762 la Rammenau într-o familie de țesători. Un om înstărit a remarcat extraordinara inteligență nativă a băiețelului care păștea gâștele pe islaz și l-a trimis la studii. Fichte a studiat teologia la Jena și Leipzig. În 1794 a fost numit profesor de filozofie la Universitatea din Jena. Într-o vreme în care era foarte strâmtorat cu banii, l-a vizitat pe Kant la Königsberg, pentru a solicita un împrumut și pentru a primi sfaturi în privința filosofiei.
Nu s-a ales decât cu sfaturi, însă vizita a fost, până la urmă, norocoasă. Prima scriere fichteană importantă, Versuch einer Kritik aller Offenbarung, a apărut fără numele autorului pe copertă. 
Recenzenții au crezut că este o lucrare a lui Kant și au lăudat-o din belșug. Fichte a devenit celebru peste noapte în clipa în care s-a aflat că este autorul cărții cu pricina. A fost una dintre cele mai spectaculoase acțiuni de manipulare a comunității științifice din istoria culturii. Un debutant genial i-a transformat pe Kant și pe cerberii filosofiei oficiale în agenții lui publicitari. Opiniile sale politice și religioase nonconformiste i-au creat lui Fichte numeroși inamici în rândurile puterii. Acești inamici au încercat în 1799 să-l elimine din viața publică, înscenând o acțiune de dezinformare în doi timpi a opiniei publice. 
Mai întâi ei au lansat zvonul că Fichte este autorul unei scrieri anonime în care era atacat creștinismul, apoi l-au acuzat de ateism. Operațiunea nu a reușit. Fichte a continuat să-și țină imperturbabil cursurile private în Berlinul ocupat de trupele lui Napoleon, ba mai mult, tematica lor a fost adaptată la împrejurări. Din aceste cursuri a ieșit scrierea Reden an die deutsche Nation, în care autorul încercă să trezească sentimentele patriotice ale germanilor.
Numit în 1809 profesor la Universitatea din Berlin, Fichte a urcat în ierarhia academică îndeplinind pentru puțină vreme, succesiv, funcțiile de decan al Facultății de filosofie și rector al Universității (a fost primul rector ales de corpul profesoral).
S-a stins din viață în 1814, răpus de tifos.

## Principalele scrieri
- Versuch einer Kritik aller Offenbarung (Încercare de critică a oricărei revelații, 1792)
- Wissenschaftslehre (Doctrina știintei, 1794)
- Sittenlehre (Etica, 1798)
- Die Bestimmung des Menschen (Menirea omului, 1800)
- Reden an die deutsche Nation (Cuvântări către națiunea germană, 1808)